# Gaetano Scala
Gaetano Scala (Vico Equense, 6 dicembre 1932) è un ex pentatleta e attore italiano.

## Biografia
Nato nel 1932 a Vico Equense (NA), a 27 anni ha partecipato ai Giochi olimpici di Roma 1960, terminando 29º nell'individuale con 4261 punti (940 nell'equitazione, 839 nella scherma, 800 nel tiro a segno, 865 nel nuoto e 817 nella corsa) e 9º nella gara a squadre insieme ad Adriano Facchini e Giulio Giunta, con 12401 punti (2698 nell'equitazione, 1948 nella scherma, 2120 nel tiro a segno, 2785 nel nuoto e 2850 nella corsa).